# Le Gouffre (film, 2016)
Pour les articles homonymes, voir Le Gouffre.
Pour plus de détails, voir Fiche technique et Distribution.
Le Gouffre est un court métrage français réalisé par Vincent Le Port et sorti en 2016.

## Synopsis
Fin octobre, en plein nord du Finistère. Une gardienne d'un camping en bord de mer, dont le contrat prend fin, est sur le point de partir au moment de la disparition d'un enfant.

## Fiche technique
Sauf indication contraire, les informations mentionnées dans cette section peuvent être confirmées par la base de données cinématographiques Unifrance,  présente dans la section « Liens externes ».
- Titre original : Le Gouffre
- Réalisation et scénario : Vincent Le Port
- Décors : Nelson Da Silva et Louis Tardivier
- Costumes : Vinciane Amilhon et Charlotte Gillard
- Photographie : Julien Le May et Paul Morin
- Son : Charlotte Butrak
- Montage : Vincent Le Port et Xavier Sirven
- Production : Roy Arida, Vincent Le Port, Louis Tardivier et Pierre-Emmanuel Urcun
- Société de production : Stank
- Pays de production :  France
- Langue originale : français, allemand, arabe
- Format : noir et blanc
- Genre : drame, énigme, fantastique
- Durée : 52 minutes
- Date de sortie : France : 6 février 2016[1]

## Distribution
- Zoé Cauwet
- Xavier Tanguy
- Ghassan El Hakim
- Thierry Machard
- Angun Guillerm

## Distinctions

### Récompenses
- 2016 : Prix Jean-Vigo[2]
- Prix de la meilleure réalisation et au Festival international de moyens métrages de Valence (La Cabina) 2016